# Les classiques des sciences sociales
Les Classiques des sciences sociales („Klassiker der Sozialwissenschaften“) ist die größte digitale Buchreihe in den Geisteswissenschaften. Sie wurde von Jean-Marie Tremblay, Soziologieprofessor im Département des sciences humaines von Cégep de Chicoutimi, Québec, im Jahr 2000 gegründet.